# 關電隧道

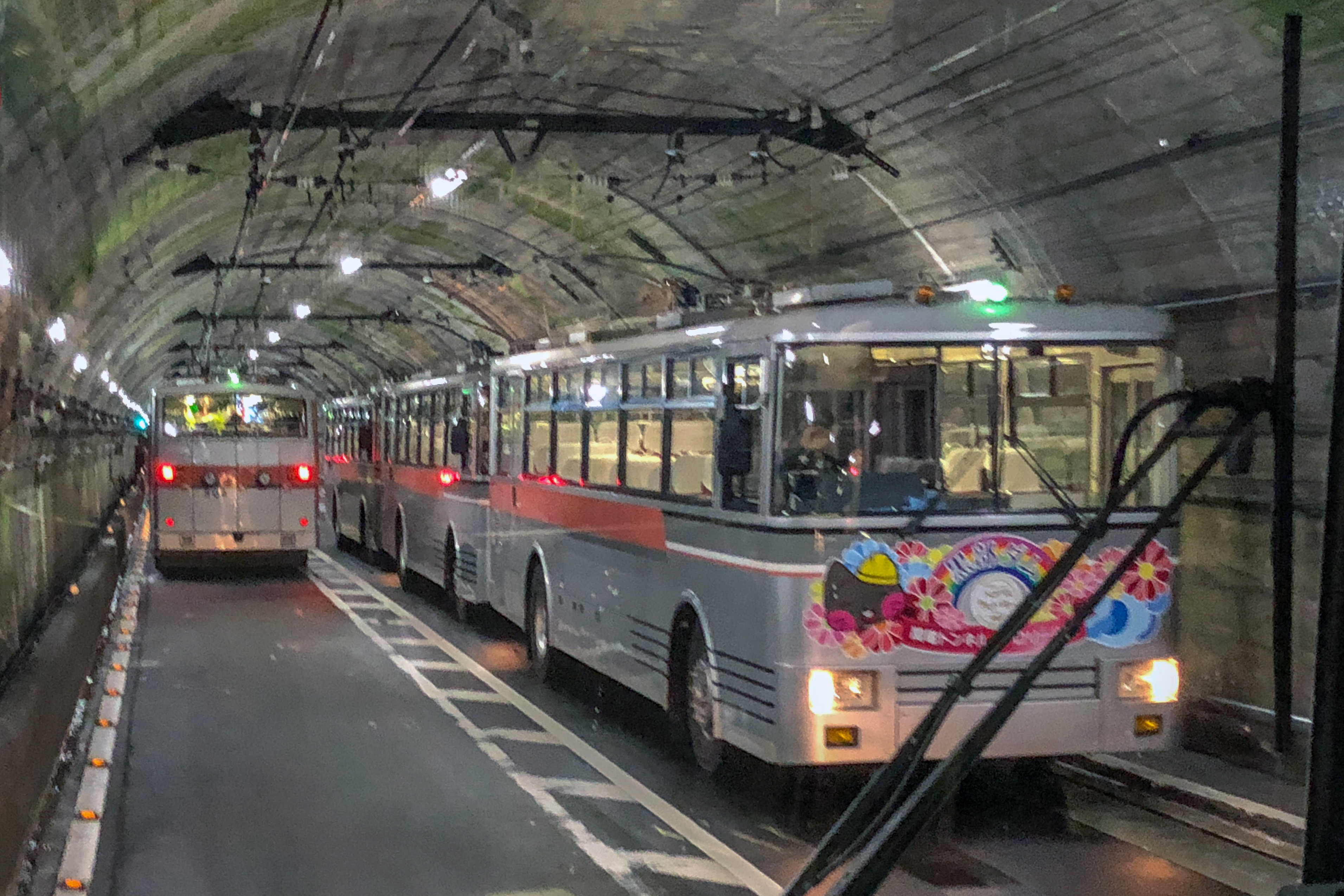
隧道内部

關電隧道（日语：／）是日本的一座专用公路隧道，穿过長野县大町市与富山县中新川郡立山町交界处，为關西電力株式会社运营的關電隧道電氣巴士专用，长5375米，1958年通车。